# Andrzej Grzegorczyk
Pour les articles homonymes, voir Grzegorczyk.
Andrzej Grzegorczyk (22 août 1922 – 20 mars 2014) est un mathématicien polonais. Il est connu pour son travail en calculabilité, logique et fondements des mathématiques. 

## Biographie
Grzegorczyk est né à Varsovie en Pologne. Il introduit la hiérarchie de Grzegorczyk, une hiérarchie de fonctions utilisée en théorie de la complexité.
Il décède à Varsovie le 20 mars 2014 de cause naturelle.

## Sources
- (en) Stanisław Krajewski et J Woleński, « Andrzej Grzegorczyk: Logic and Philosophy », Fundamenta Informaticae, vol. 81, nos 1–3,‎ 2008, p. 1–17 (ISSN 0169-2968)